# Leiji Matsumoto
Leiji Matsumoto (松本 零士, Matsumoto Reiji, Kurume, 25 de janeiro de 1938 - Tóquio, 13 de fevereiro de 2023) foi um mangaka, criador de diversas séries de animes e mangás. Seu nome verdadeiro é Akira Matsumoto (松本 晟, Matsumoto Akira). Se tornou célebre por suas diversas séries de ficção científica, entre elas Uchū Senkan Yamato, Captain Harlock e Galaxy Express 999.

## Ópera espacial
Alguns fãs idolatram Matsumoto por suas histórias de ficção científica que, para muitos, eram consideradas verdadeiras ópera espaciais (devido à carga dramática e muitas vezes épica das histórias). O maior exemplo disso é sua obra-prima, Patrulha Estelar (também conhecida como Starblazers nos Estados Unidos e como Space Battleship Yamato no Japão).
Autores de sucesso como Toshio Okada e Eiichiro Oda declararam que o romantismo presente nas histórias de Leiji serviram de inspiração para suas próprias obras.
Seu estilo é caracterizado por heróis trágicos: mulheres altas, magras e com aparência frágil, porém de forte determinação e, em alguns casos, com poderes divinos. Já com relação aos homens, muitos demonstram habilidades especiais que os destacam dentre os outros, além da recorrente determinação. Casos amorosos entre pessoas de temperamentos diferentes também são muito explorados, além de muitas espaçonaves e batalhas espaciais.

## Carreira
Matsumoto estreou em sua carreira utilizando seu nome real, Akira Matsumoto, em 1953. Nos primeiros anos de sua carreira ele desenhou no estilo shojo manga (para garotas).
Ele começou a fazer certo sucesso com Otoko Oidon, uma série de crônicas sobre a vida de um Ronin (um jovem que se preparava para realizar exames para a Universidade), em 1971. Na mesma época ele começou uma série de histórias curtas que se passavam na Terceira Guerra Mundial.
Em 1974 ele concebeu Space Battleship Yamato e em 1977 outras de suas obras mais conhecidas: Captain Harlock e Galaxy Express 999. Estas obras acabaram por fazê-lo um dos artistas mais populares na indústria de manga. Versões animadas destas séries acabaram por se tornar grandes sucessos.
Um pouco esquecido após os anos 80, Matsumoto teve algumas de suas obras transpostas para a animação após a década de 90. Sua volta triunfal se deu pelo longa de animação Interstella 5555: The 5tory of the 5ecret 5tar 5ystem. Tratava-se de uma experiência audio-visual concebida pelo grupo de música techno francês Daft Punk. Sem falas, o filme inteiro era como que uma colagem de video-clips das músicas do grupo, animados ao estilo de Matsumoto. Unidos, estes clips formavam uma história com início, meio e fim.

## Leiji ou Akira
O nome Leiji (seu nome de carreira) é a versão chinesa do nome japonês Akira (seu nome verdadeiro).

## Morte
Faleceu em 13 de fevereiro de 2023 em um hospital em Tóquio devido a uma insuficiência respiratória. A morte foi divulgada apenas uma semana depois, em 20 de fevereiro. 

## Lista de Trabalhos
- Patrulha Estelar - (Space Battleship Yamato)
- Planet Robot Dangard Ace (parte importante da série Force Five)
- Galaxy Express 999 (1977-1981)
- Captain Harlock (1977-1979)
- Starzinger (outra parte importante da série Force Five)
- Queen Millenia
- Arcadia of My Youth
- Arcadia of My Youth: Endless Orbit SSX
- The Cockpit
- Queen Emeraldas
- Tiger-Striped Mii
- The Ultimate Time Sweeper Mahoroba (manga)
- Fire Force DNAsights 999.9
- Harlock Saga Der Ring des Nibelungen
- Maetel Legend
- Cosmo Warrior Zero
- Gun Frontier (1972-1975)
- Space Pirate Captain Herlock The Endless Odyssey
- Submarine Super 99
- Interstella 5555
- The Galaxy Railways
- Great Yamato #0
- Space Symphony Maetel
- Super 99 (1964)
- Kousoku Esper (1968-1970)
- Sexaroid (1968-1970)
- Machinner series (1969-1970)
- Mystery Eve (1970-1971)
- Dai-yojo-han series (1970-1974)
- Otoko Oidon (1971-73)
- Senjo Manga series (1973-1978)
- Insect (1975)